# Kyra Lamberink
Kyra Lamberink (Bergentheim, 15 de abril de 1996) é uma desportista neerlandesa que compete no ciclismo na modalidade de pista, especialista nas provas de velocidade.
Ganhou uma medalha de prata no Campeonato Mundial de Ciclismo em Pista de 2018 e duas medalhas de bronze no Campeonato Europeu de Ciclismo em Pista, nos anos 2017 e 2019. Nos Jogos Europeus de 2019 obteve uma medalha de bronze na prova de velocidade por equipas.

## Medalheiro internacional
| Campeonato Mundial | Campeonato Mundial         | Campeonato Mundial | Campeonato Mundial     |
| Ano                | Lugar                      | Medalha            | Competição             |
| ------------------ | -------------------------- | ------------------ | ---------------------- |
| 2018               | Apeldoorn ( Países Baixos) | Medalha de prata   | Velocidade por equipas |
| Jogos Europeus     |                            |                    |                        |
| Ano                | Lugar                      | Medalha            | Competição             |
| 2019               | Minsk ( Bielorrússia)      | Medalha de bronze  | Velocidade por equipas |
| Campeonato Europeu |                            |                    |                        |
| Ano                | Lugar                      | Medalha            | Competição             |
| 2017               | Berlim ( Alemanha)         | Medalha de bronze  | Velocidade por equipas |
| 2019               | Apeldoorn ( Países Baixos) | Medalha de bronze  | Velocidade por equipas |